# Alain Delon
Alain Delon (Sceaux, 8. studenog 1935. – Douchy-Montcorbon, 18. kolovoza 2024.) bio je francuski glumac. 
Pojavivši se na filmu 1957., ubrzo se dokazuje kao jedan od najatraktivnijih i najambicioznijih mladih francuskih glumaca. Prvu zapaženiju ulogu Delon tumači u kriminalističkom filmu U zenitu sunca, a svjetsku slavu stječe 1960. ulogom u filmu Rocco i njegova braća. Nedugo zatim, glumi ali ne osobito uspješno, i u Hollywoodu. 
Potkraj 1968. u središtu je velikog skandala oko ubojstva njegova tjelohranitelja, Stevana Markovića, kada priznaje veze s podzemljem, no ipak biva oslobođen krivnje. Afera nije naudila njegovoj karijeri, čak su uloge u kriminalističkim filmovima, u kojima je otada sve češće igrao, imale za publiku pečat vjerodostojnosti i time veće zanimljivosti.

## Vanjske poveznice
- Alain Delon u internetskoj bazi filmova IMDb-u (engl.)